# Pokémon Snap
Pokémon Snap (ポケモンスナップ Pokemon Sunappu?) es un videojuego creado por HAL Laboratory y Pax Softnica para la consola Nintendo 64, y posteriormente publicado para la Consola Virtual de la consola Wii de Nintendo en diciembre de 2007. A diferencia de otros juegos sobre Pokémon, que suelen ser sobre luchas entre Pokémon, el protagonista de éste es un fotógrafo que desde una plataforma móvil se desplaza a lo largo de todo un escenario (esta plataforma no se puede controlar) consiguiendo fotos de todas las especies que es posible encontrar.
En este juego no se pueden ver a todos los Pokémon, solo a 63 de los primeros 151.

## Historia
Todd Snap, un fotógrafo novato de Pokémon, es llamado por el Profesor Oak a una extraña isla para ir a las distintas fases del juego navegando a través de un menú. El camino en las fases está bastante predeterminado, es como un FPS pero guiado por raíles sin apenas posibilidad de salirte de ellos. Hasta 60 fotografías pueden tomarse en cada vuelta. Después de terminar la vuelta a través del escenario, elegiremos las mejores fotografías tomadas para presentárselas al profesor Oak. El profesor Oak nos clasifica y puntúa las fotos según un criterio. Obtener una buena puntuación y una alta variedad de Pokémon fotografiados es importante para seguir con el juego.

## Sistema de juego
Desde el centro de investigación del profesor Oak (el menú principal) podremos acceder a las distintas fases del juego navegando a través de un menú. El camino en las fases está bastante predeterminado, es como un videojuego de disparos en primera persona pero guiado por raíles sin apenas posibilidad de salirte de ellos. Hasta 60 fotografías pueden tomarse en cada vuelta. Después de terminar la vuelta a través del escenario, elegiremos las mejores fotografías tomadas para presentárselas al profesor Oak. El profesor Oak nos clasifica y puntúa las fotos según un criterio. Obtener una buena puntuación y una alta variedad de Pokémon fotografiados es importante para seguir con el juego. 

### Puntuaciones
El profesor Oak evalúa las fotografías de Todd según el siguiente criterio:
- Especial: si el Pokémon se encuentra en una interesante situación o realizando un cierto ataque se recompensa con un bonus.
- Tamaño: esta categoría concierne el tamaño del Pokémon en la fotografía. Si es demasiado pequeño o no se encuentra en el centro de la fotografía, entonces no se dan todos los puntos.
- Pose: evalúa la posición del Pokémon cuando es influenciado por Comida Pokémon, Pester Ball o la Poké Flauta.
- Técnica: si el personaje está centrado en la foto, se dan todos los puntos.
- Otros Pokémon: Si hay dos o más Pokémon de la misma especie en la imagen, se obtiene un bonus.

### Ítems
Los ítems que recibimos del Profesor Oak sirven para dos propósitos en Pokémon Snap: el primero es interactuar con los Pokémon y el alrededor resultado nuevas y mejores fotografías, y el segundo es por conveniencia. Todos los ítems deben ser desbloqueados ciertos criterios.
- Comida Pokémon (Food Pokémon): Manzanas rojas que el jugador puede lanzar al terreno. Suele ser utilizada para obtener un reacción positiva del Pokémon. También puede ser utilizada para engañar o dar a un objetivo o interactuar con el nivel. Para desbloquear este ítem el jugador debe conseguir un resultado de 14.000 puntos en un reporte Pokémon.
- Pester Ball: Es un dispositivo lleno de gas que puede ser lanzado a los Pokémon para provocar una reacción negativa. También puede ser utilizado para incapacitar un objetivo o interactuar con el nivel. Para desbloquear este ítem el jugador debe conseguir un resultado de 75.000 puntos en un reporte Pokémon.
- Poké Flauta (Poké Flute): Utilizar la flauta afecta a los Pokémon que no responden a la comida o a las Pester Ball. La música puede causar que el objetivo se despierte, baile o realice una acción inusual. Para desbloquear este ítem el jugador debe conseguir un resultado de 175.000 puntos en un reporte Pokémon.
- Motor de velocidad (Dash Engine): Este ítem permite a Zero-One desplazarse más rápidamente. No es muy conveniente pero, utilizado cautelarmente, puedes colocar el vehículo estratégicamente para obtener mejores instantáneas. Para desbloquear el ítem, el Profesor Oak debe explicarte la existencia de signos Pokémon.

## Fases
Pokémon Snap consta sólo de siete fases. Sin embargo, la obtención escalonada de ítems por el Profesor Oak obliga al jugador que debe reexplorar las fases para descubrir nuevo material. Cualquiera de los seis primeros niveles tiene mucha rejugabilidad si el jugador busca Pokémon escondidos, rutas alternativas, u oportunidades fotográficas para obtener mejores resultados. Cada uno de los seis niveles contienen formas ocultas en el paisaje que tienen parecido a un cierto Pokémon (a esto se le llama "Pokémon Signs"). Cuando el jugador fotografía todos los "Pokémon Sign" y se lo presenta al Profesor Oak, entonces se desbloquea la séptima fase.

### Fase 1: La Playa (Beach)
La aventura de Todd comienza en la playa. Sin embargo, no hay tiempo para relajarse. Hay Pokémon en todas partes para fotografiar, incluido un Snorlax durmiente, un Pikachu surfeando o hasta un Meowth siendo sorprendido por unos Pidgey mientras asaltaba su nido.

Pokémon Sign: Kingler - Una formación rocosa al principio de la vuelta. El jugador debe pasar las rocas (y mirar detrás sobre su hombro izquierdo) para estar en el ángulo apropiado para verlo. 
Los Pokémon que puedes ver en esta fase son:
- Butterfree
- Chansey
- Doduo
- Eevee
- Kangaskhan
- Lapras

- Pidgey
- Pikachu
- Snorlax
- Scyther
- Magikarp

### Fase 2: El túnel (Tunnel)
Aquí había una vieja central eléctrica, pero lo abandonaron y ahora es la casa de muchos Pokémon eléctricos. Durante toda la fase veremos muchos Electrode y Kakuna, y visitaremos las dependencias de la antigua central. 
Pokémon Sign: Pinsir - Una sombra que se encuentra en una pared de nuestro lado derecho ( muy cerca del final). Antes, el jugador debe de haber sacado a Zapdos de su huevo. Los Pokémon que puedes ver en esta fase son:
- Diglett
- Dugtrio
- Electabuzz
- Electrode
- Haunter
- Kakuna

- Magikarp
- Magnemite
- Magneton
- Pikachu
- Zapdos
- Zubat

### Fase 3: El volcán (Volcano)
La acción está que arde mientras Todd rueda a través del volcán de la isla. Los Pokémon de tipo fuego son los únicos capaces de soportar las altas temperaturas dentro del cráter. Observaremos un huevo enorme en el cual se encuentra un joven Moltres esperando a salir.
Pokémon Sign: Koffing - Lanza una Pester Ball dentro del volcán al comienzo del circuito. Como resultado, aparecerá una humareda con forma de Koffing. 
Los Pokémon que puedes ver en esta fase son:
- Arcanine
- Charmander
- Charmeleon
- Charizard
- Growlithe

- Magikarp
- Magmar
- Moltres
- Rapidash
- Vulpix

### Fase 4: El río (River)
Después del sofocante calor del volcán, es hora de refrescarse con un apacible paseo por el río. En esta fase, el jugador debe guiar el Zero-One entre los bancos del río.
Pokémon Sign: Cubone - Una larga formación rocosa que se encuentra en el banco de la derecha del río detrás del humo de la flor Vileplume. 
Los Pokémon que puedes ver en esta fase son:
- Bulbasaur
- Cloyster
- Magikarp
- Metapod
- Pikachu
- Poliwag

- Porygon
- Psyduck
- Shellder
- Slowbro
- Slowpoke
- Vileplume

### Fase 5: La Cueva (Cave)
En la oscura y misteriosa cueva algunos Pokémon extraños esperan tu llegada. Puedes salvar a un Jigglypuff y un Pikachu de un Koffing y un Zubat, y ayudar a un joven Articuno a salir de su cáscara.
Pokémon Sign: Mewtwo - En mitad del recorrido, la figura se crea con unas aparentes estrellas de luz formando una constelación parecido a la forma de un Mewtwo. 
Los Pokémon que puedes ver en esta fase son:
- Articuno
- Ditto / Bulbasaur
- Grimer
- Jigglypuff
- Jynx
- Koffing

- Magikarp
- Muk
- Pikachu
- Victreebel
- Weepinbell
- Zubat

### Fase 6: El valle (Valley)
Una vuelta salvaje a través de los rápidos que tallan este valle.
Pokémon Sign: Dugtrio - Tres montañas con la forma de Dugtrio al comenzar.
Los Pokémon que puedes ver en esta fase son:
- Dragonite
- Dratini
- Geodude
- Goldeen
- Graveler
- Gyarados
- Magikarp

- Mankey
- Sandshrew
- Sandslash
- Squirtle
- Starmie
- Staryu

### Fase 7: La nube arcoíris (Rainbow Cloud)
La culminación de la aventura de Todd: una oportunidad para fotografiar al más escurridizo de los 151 Pokémon, Mew. No hay ningún desafío más para encontrar más Pokémon, pero el solo hecho de entrar en el aura psíquica que lo rodea ya es un reto.
Pokémon Sign: Ninguna.
El único Pokémon que se puede ver es:
- Mew

## Recepción
Pokémon Snap fue elogiado por su originalidad y sus ideas frescas. Además, el juego tiene un alto nivel de producción para la época, ya que cada pokémon poseía una voz individual correspondiente con las voces de la serie animada. Sin embargo, Pokémon Snap fue criticado por incluir solamente 63 de los 151 Pokémon existentes en aquel tiempo.

## Curiosidades
- Pokémon Snap fue originalmente desarrollado para ser un juego de Nintendo 64DD.[9]
- El vehículo Zero-One es un trofeo en el juego Super Smash Bros. Melee.
- Todd Snap también aparece en la serie animada de pokémon.

## Pokémon Snap Station
Era posible imprimir las fotos tomadas en el juego en forma de pegatinas con la opción de impresión que podía usarse en la estación fotográfica Pokémon Snap Station.